# Madoniella dislocatus
Madoniella dislocatus is een keversoort uit de familie mierkevers (Cleridae). De wetenschappelijke naam van de soort is voor het eerst geldig gepubliceerd in 1825 door Say.